# Reinhard Libuda
Reinhard Libuda (Wendlinghausen, 10 de outubro de 1943 - Gelsenkirchen, 25 de agosto de 1996) foi um futebolista alemão.

## Carreira
Jogou pelo Schalke 04, Borussia Dortmund, e pela seleção da Alemanha Ocidental nos anos 1960 e início dos anos 70. Sua habilidade como driblador era reconhecida no futebol europeu. Disputou a Copa do Mundo de 1970.